# Kultywar

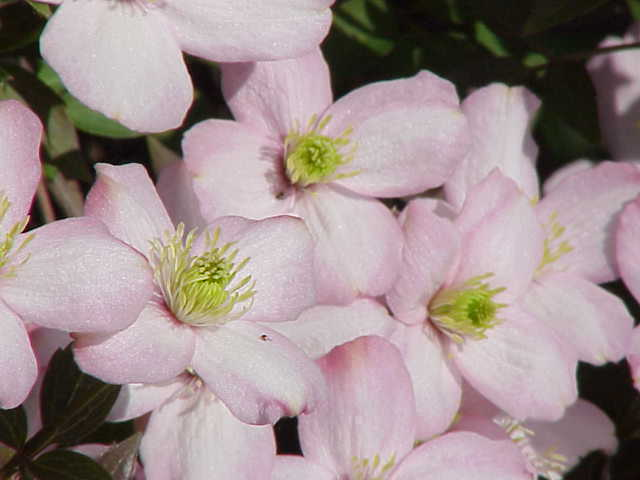
Kultywar Clematis montana ‘Rubens’

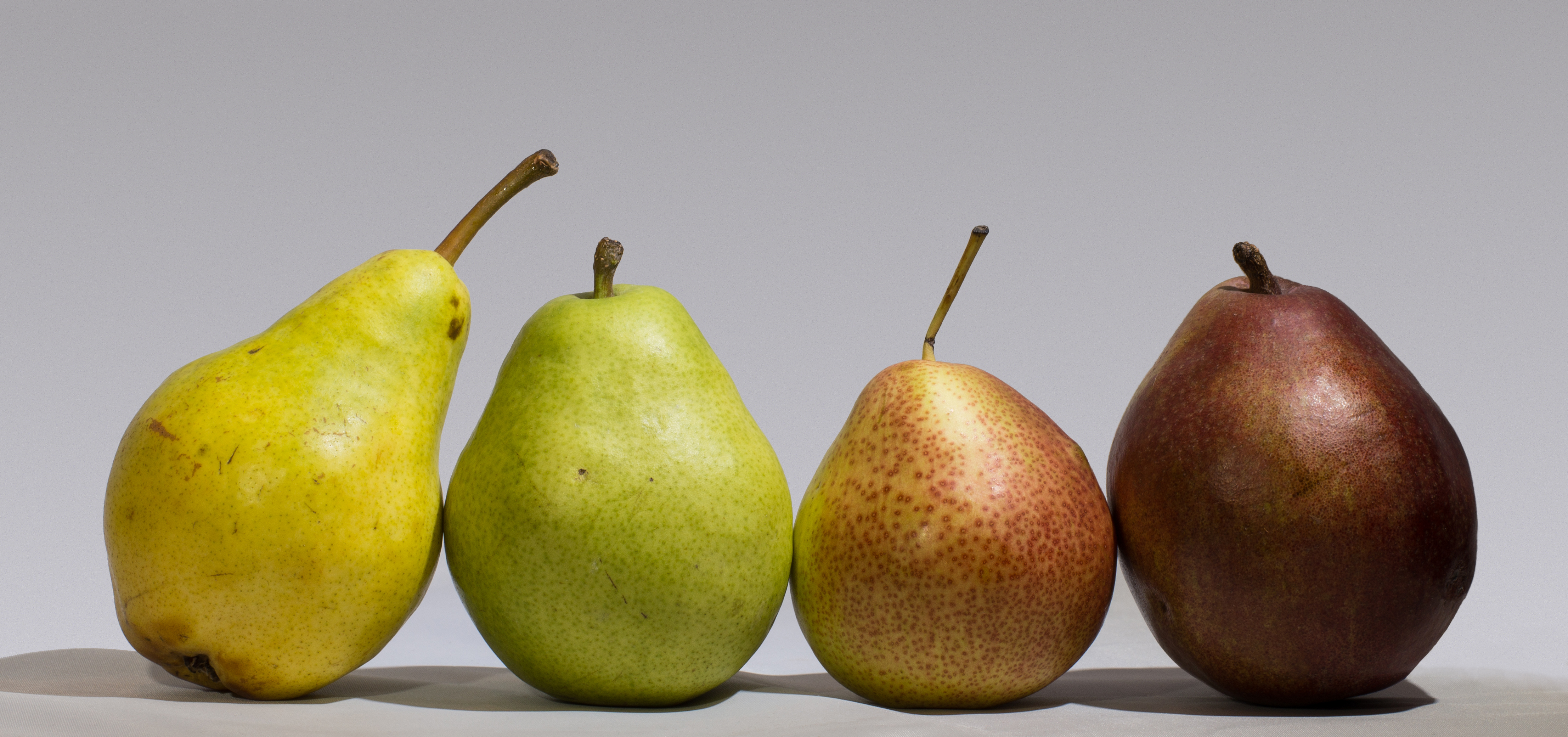
Cztery kultywary gruszki (od lewej): 'Bonkreta Williamsa', 'd'Anjou', 'Forelle' oraz czerwona 'Bonkreta Williamsa'

Kultywar (łac. cultivar; cultus = uprawny, varietas = odmiana), odmiana uprawna – wyraźnie odrębna, jednorodna i trwała odmiana uprawna (hodowlana) rośliny, wyróżniająca się walorami użytkowymi lub estetycznymi (określoną cechą lub kombinacją cech), uzyskana w wyniku zabiegów hodowlanych (selekcji, krzyżowania, poliploidyzacji, działania mutagenów), ewentualnie odnaleziona w naturze lub uprawie.
Zachowanie walorów (np. pstrego ubarwienia liści, wąskokolumnowego pokroju krzewu, pełnych lub specyficznie ubarwionych kwiatów) u roślin potomnych wymaga z reguły zastosowania rozmnażania wegetatywnego i dlatego większość kultywarów jest klonami. Cechy wyróżniające kultywar zwykle są bowiem rzadko przekazywane potomstwu podczas rozmnażania generatywnego. Specyficzny sposób rozmnażania, umożliwiający przekazanie roślinom potomnym swoistych cech wyróżniających kultywar, jest jego cechą znamienną.
Termin stworzony został przez amerykańskiego botanika i ogrodnika Liberty’ego Hyde’a Baileya.
Kultywar jest podstawową jednostką klasyfikacyjną roślin uprawnych, nie jest natomiast odmianą botaniczną, ani w ogóle jednostką taksonomiczną. W odniesieniu do klasyfikacji botanicznej kultywary stanowią zazwyczaj klony lub czyste samopylne linie form lub odmian, często też mieszańców, podporządkowane gatunkom lub rodzajom (np. Rosa ‘Crimson Glory’).
Znaczenie terminu jest ograniczone do konsekwencji nomenklatorycznych i nie wiąże się z ochroną prawną.

## Podział
Kultywar, który powstał lub utworzony został z roślin typowych dla gatunku, jest nazywany odmianą oryginalną, natomiast odmiana utworzona w wyniku wyselekcjonowania z odmian już istniejących – selekcyjną.
Kultywary o podobnych cechach łączone są w grupy kultywarów.
Przykład grup kultywarów:
- Brassica oleracea grupa Capitata (kapusty głowiaste)
- Brassica oleracea grupa Botrytis (kalafiory)

## Nazewnictwo
Rośliny będące kultywarami identyfikowane są przez unikatowe nazwy. Nazewnictwo kultywarów regulowane jest przez Międzynarodowy Kod Nomenklatury Roślin Ozdobnych (ang. International Code of Nomenclature for Cultivated Plants, ICNCP), do którego odnosi się artykuł 28 Międzynarodowego Kodeksu Nomenklatury Botanicznej (zgodnie z tym artykułem nie ma przeciwwskazań dla używania wobec kultywarów także nazw opartych na klasyfikacji botanicznej). Nazwy te rejestrowane są przez Międzynarodową Komisję Rejestracji Kultywarów (ang. International Cultivar Registration Authority) zgodnie z regułami ustalonymi przez Międzynarodowe Towarzystwo Nauk Ogrodniczych (ang. International Society for Horticultural Science).
Nazwa kultywaru składa się z nazwy botanicznej (nazwa rodzajowa, gatunkowa lub mieszańcowa), po której następuje epitet specyficzny dla kultywaru (por. binominalne nazewnictwo gatunków). Epitet ten zwykle nie jest pisany kursywą, w przeciwieństwie do łacińskiej nazwy botanicznej taksonu, oraz wyróżnia się od niej dodatkowo ujęciem w pojedynczy cudzysłów. Epitety kultywarów powstałe przed 1 stycznia 1959 roku pochodzą z łaciny, po tej dacie nazwy kultywarów tworzone są ze słów pochodzących z języków współczesnych (w celu łatwiejszego rozróżnienia nazwy kultywaru od nazwy botanicznej rośliny).
Przykład:
- Berberis thunbergii ‘Atropurpurea’ – berberys Thunberga o liściach purpurowych

(nazwa zarejestrowana przed 1959 rokiem)
- Berberis thunbergii ‘Bonanza Gold’ – berberys Thunberga o liściach złocistych

(nazwa zarejestrowana po 1959 roku)
W przeszłości stosowano także oznaczenie kultywarów skrótem „cv.”, ale obecnie używanie go jest błędem.